# ロータス (ソフトウェア)
ロータス (Lotus) はソフトウェアの会社またはブランド名。1982年にアメリカ合衆国のロータスデベロップメント (Lotus Development Corporation) 社として設立され、表計算ソフトウェアのLotus 1-2-3やグループウェアのLotus Notesで有名になった。1995年のIBMによる買収でIBMソフトウェアブランドの1つとなったが、2018年にNotesはHCL Technologiesに売却された。

## 概要
ロータスデベロップメント社は、IBM PC 用の表計算ソフトウェアである Lotus 1-2-3 が大ヒットし、IBM PC のキラーアプリケーションとして初期の勢力拡大に寄与した事で有名である。その後はオフィススイートのLotus SmartSuite（日本ではロータス・スーパーオフィス）により、マイクロソフトと激しい競争を展開した。
1989年以降は強力なグループウェアシステムのLotus Notesが有名となり、Notes の市場での強さが元となり、1995年にIBMが35億ドルで買収し、IBMのソフトウェア事業部の「Lotus Software」ブランドとなった。
日本では、日本法人であるロータス株式会社は日本アイ・ビー・エム株式会社（日本IBM）の完全子会社となる形で、両社の並存がしばらく続いたが、 2002年7月1日には日本IBMがロータス株式会社から営業を譲り受ける形で日本IBM本体に統合し、法人としてのロータス株式会社は2007年9月28日消滅した。
IBMによる買収・統合後も、Lotus Notes/Domino はグループウェア市場で大きなシェアを維持している。2008年5月にはLotus Symphonyがリリースされた。

## 歴史
ロータスは1982年、ミッチ・ケイパーとジョナサン・ザックスによって創設された。ロータスの最初の製品は Apple II 向けのプレゼンテーションソフト Lotus Executive Briefing System である。ミッチはVisiCalcの開発元として知られるVisiCorpで開発部門のリーダーを務めた後、彼の製品（VisiPlot、VisiTrend）の権利をVisiCorp社に売ってロータスを設立している。
創設後すぐに彼らは表計算とグラフ作成を統合したプログラムを作り出した。IBMとVisiCorpは、PCにVisiCalcを添付して出荷するなどの協力関係にあったが、ロータスの製品はそれよりも優れていた。Lotus 1-2-3は1983年にリリースされた。その名称は、表計算、グラフ作成、データベース管理の三種類の仕事ができるためである。実際には表計算以外の機能の使用頻度は低かったが、ユーザーはそれらには頓着せず強力な表計算ソフトとして 1-2-3 を使用した。売り上げは莫大で、ロータスは独立系ソフトウェアベンダーで世界第1位に登りつめた。
1982年、ジム・マンジは経営コンサルタントとしてロータスに来て、4ヶ月後に従業員となった。1984年10月、彼は社長となり、1986年4月にはCEOとなっている。前CEOであるミッチ・ケイパーはロータス社での活動をやめた。同年7月、マンジは会長となった。マンジは1990年代までロータスの経営に関わることとなる。

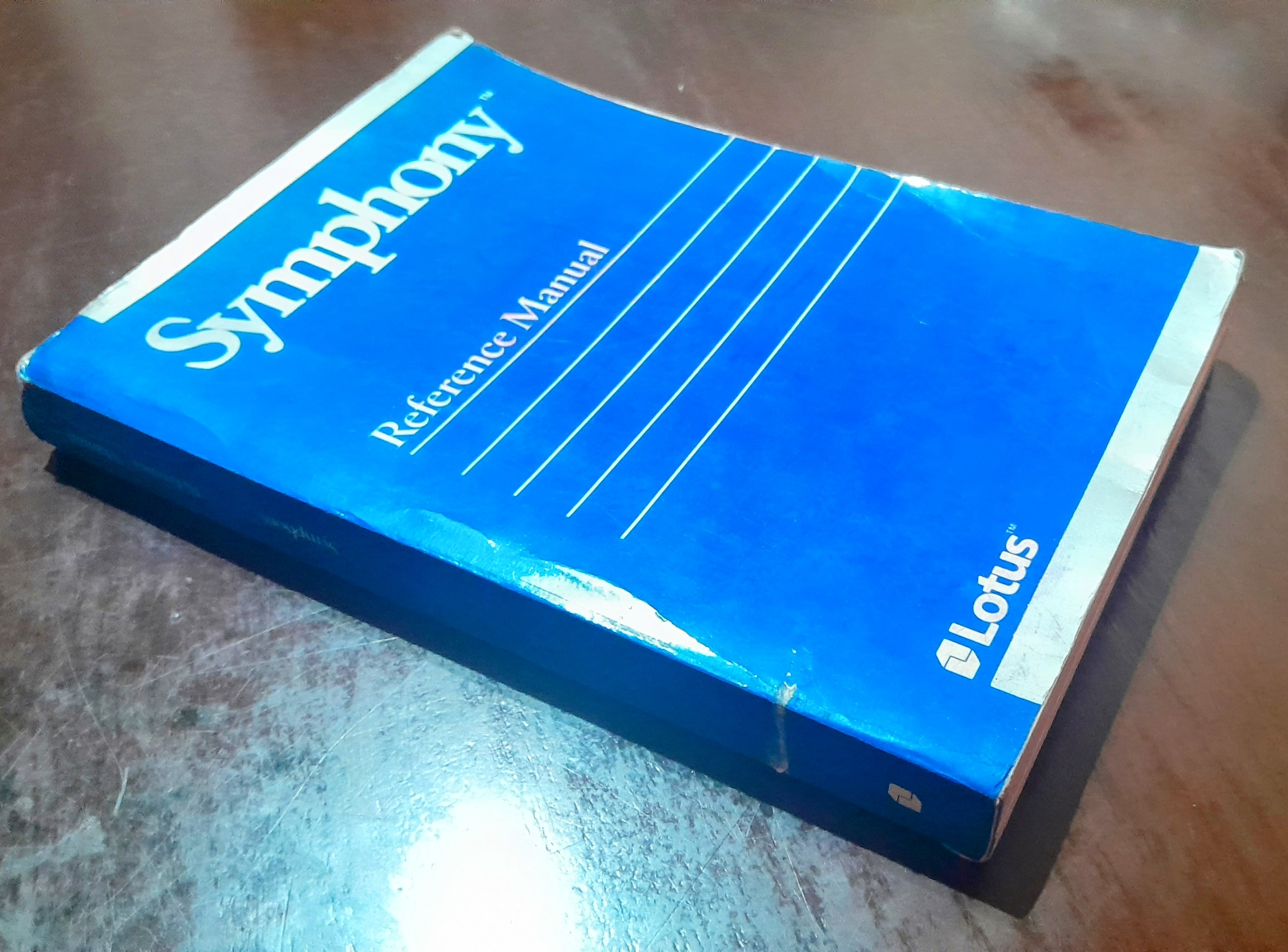
1984年に出版されたSymphony（DOS）のリファレンス・マニュアル。

パーソナルコンピュータの人気が高まると、ロータスは、オフィススイート市場を急速に支配するようになった。ロータスはレイ・オジーのSymphony製品（1984年）やMacintosh向けの Lotus Jazz（1985年）といったオフィス製品を登場させたが、Jazzは市場には受け入れられなかった。ロータスは製品強化のために数々のソフトウェア企業を買収し、Freelance Graphics、Ami Pro、Approach、Organizer などの製品を生み出した。1980年代終盤、ロータスはファイル管理と索引ユーティリティ Lotus Magellan を開発。同時期にワープロソフト Manuscript、個人情報管理ソフト Agenda、そしてNeXT向けの革新的ソフト Improv もリリースしている。1990年代に入ると、いくつかの製品（1-2-3、Freelance、Ami Pro、Approach、Organizer）を同梱して Lotus SmartOffice（日本ではロータス・スーパーオフィス）として販売した。当初スーパーオフィスは Microsoft Office よりも人気があったが、Microsoft Windows 95 で動作する32ビット・アプリケーションへの移行に伴ってロータスはシェアを失っていった。ロータスは製品の32ビット対応が遅れ、新たなWindowsへの転換に失敗したのである。スーパーオフィスは今も販売されているが、シェアを失い続けている。開発は2000年に凍結され、保守作業は海外に移転された。
ロータスの多角化は1984年のレイ・オジー率いる Iris Associates 社への戦略的投資から始まった。レイ・オジーはグループウェア Lotus Notes の開発者である。この初期の投機的な動きにより、ロータスはインターネットが一般化する以前に他の企業よりもネットワーク上の通信について経験を積むことができた。Notes は1989年にリリースされ、1991年には cc:Mail を獲得することで市場における存在を強化した。1994年、ロータスは Iris Associates を買収。ロータスのグループウェア市場の寡占状態に対して Microsoft Exchange が挑戦してきたが、1995年になってもロータスは特に企業向けで市場をリードし、そのことがIBMを引きつけたのである。
1995年春、IBMはロータスの株価が32ドルだったときに60ドルを提示して敵対的買収を開始した。ジム・マンジはホワイトナイト（白い騎士＝敵対的買収に対して防御的な買収で対抗してくれる企業）となってくれる企業を探し、IBMは買い取り価格を1株当たり64.50ドルに上げた。1995年6月、ロータスは32億ドルで買収された。1995年10月11日、マンジは（既にIBMのロータス部門となっていた）ロータスの経営者退任を表明。マンジは辞任にあたって保有株から7800万ドルを得た。

## NSAとNotes
1997年、NSAがNotesの海外版にしかけをしたという噂が繰り返し出てくるが、これは実際に起きたことへの誤解に起因している。その前年まで、ロータスの海外向け製品の暗号キーは米国の法律によって40ビットに制限されていた。米国政府との合意により、海外にも64ビットのキーを使えるようになったが、そのうちの24ビットはロータスがNSAに発行した特殊なキーを使って復号可能であった。結果としてロータスの製品のセキュリティは企業間のスパイなどに対しては強化され、NSAに対しては従来と同程度のセキュリティとなったのである。米国の輸出規制は2001年に改正され、現在はNSAに特殊キーを提供するようなことはしていない。

## 企業文化
創業者ミッチ・ケイパーの人柄から、ロータスはいつも進歩的な会社と評判だった。ロータスの最初の従業員 Janet Axelrod は人事部門を作っただけではなく、ロータスの文化を形成することにも寄与した。1986年、ロータスはAIDSウォークをサポートした最初の大企業であった。1990年、ロータスは従業員の子供のためのデイケアセンターを開設した。1992年、ロータスは同性愛カップルにも完全給付する最初の企業のひとつであった。1998年、ロータスは Working Mother 誌が選んだ働く母親が働き易い会社ベスト10に選ばれた。
ロータスは4,000人を超える従業員が世界中で働いており、1995年にIBMが買収したとき従業員たちは「ビッグブルー」の文化に取り込まれることを恐れた。従業員たちや報道関係者が驚いたことに、IBMはロータスの文化に対して無干渉で放任する態度を取った。
しかし、2000年にはロータスもほとんど完全に同化された。IBMが恐れていた従業員の大量退職は起きていないが、多くの古参従業員はIBMの文化について不満を漏らしている。
ケンブリッジのロータス本部は二つの建物から構成されていた。Lotus Development Building (LDB) と Rogers Street building である。2001年、事業部長 Al Zoller は LDB の賃貸契約を更新しないことを決定した。その後引越しの際に発生した従業員の大規模な退職が最後の脱出劇となった。
IBM内部へのロータスの統合は今も続いている。現在では、ロータスはIBMソフトウェアグループのブランド名である。ロータス内にはまだ強い一体感がある。ロータス部門からIBMの他の部門に異動させられた従業員は、今もロータスコミュニティの一員と感じている。逆にロータス買収以前からのIBM社員でロータス部門に配属された社員が、ロータスコミュニティの一員としてのアイデンティティを持つ現象も知られている。

### 起源
ミッチ・ケイパーは、「蓮華坐 The Lotus Position」（座禅のときの座り方）から社名をとった。ケイパーは東洋思想に傾倒し、マハリシ・マヘッシ・ヨギの弟子でもあり、トランセンデンタル・メディテーション技術の先生でもあった。

#### これに付随して
ボーランドの表計算ソフト Quattro Pro のコード名は「ブッダ（仏陀）」であった。これは仏陀が「蓮華座を呈する（assume the Lotus position）」ことを意味している。すなわち、「ロータス1-2-3の座を奪う」ことを意図していた。また、Quattro はイタリア語で「4」のことであり、1-2-3の次を意味しているといわれている。

## 主な製品
- Lotus SuperOffice （オフィススイート）
  - ロータス 1-2-3 (Lotus 1-2-3) -（表計算ソフト）
  - アミプロ (Lotus AmiPro) - ワープロソフト
  - ワードプロ (Lotus WordPro) - ワープロソフト（AmiProの後継）
  - フリーランス (Lotus Freelance) - プレゼンテーションソフト
  - アプローチ (Lotus Approach) - 関係データベース
  - オーガナイザー (Lotus Organizer) - 個人情報管理ソフト
- Lotus Symphony（OpenOffice.orgベースのオフィススイート）
- グループウェア・コラボレーション
  - Lotus Notes/Domino - グループウェア
  - Lotus Sametime - インスタントメッセンジャー
  - Lotus Workplace - コラボレーション（旧称：IBM Workplace）
  - Lotus Connections - ソーシャルソフトウェア
- Lotus Improv - 革新的スプレッドシート。NeXTSTEP向けに開発され、のちにWindows 3.1へ移植された